# Feld-Sandlaufkäfer

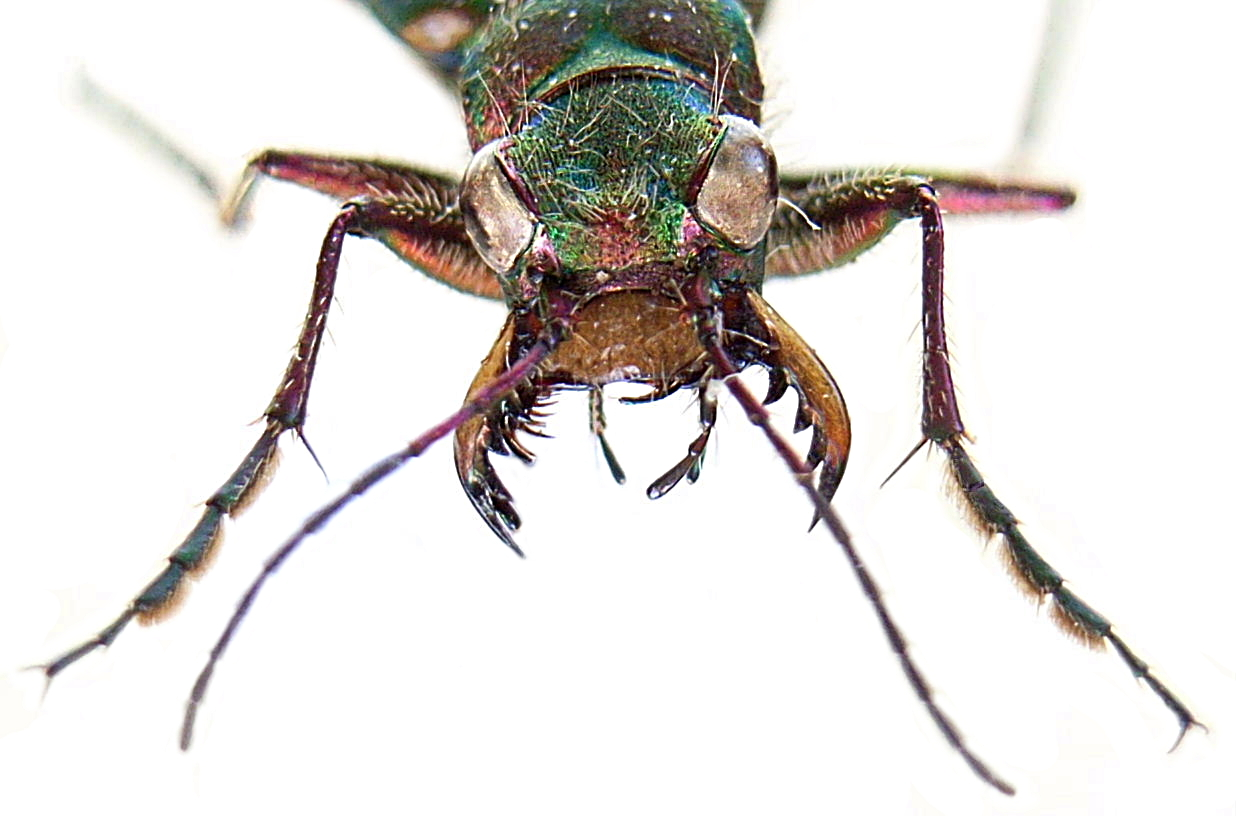
Kopf des Feldsandläufers, linke Maxille entfernt, damit die Zähne der Mandibel besser sichtbar sind

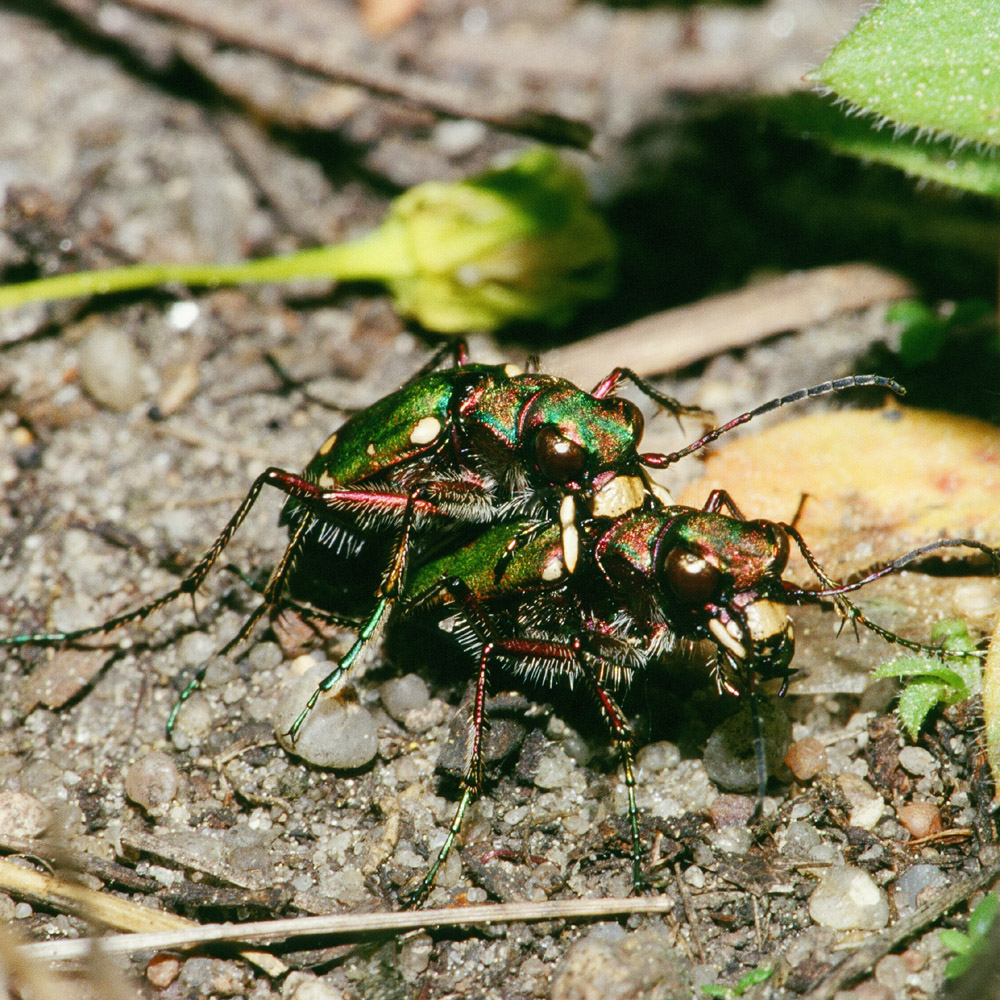
Feld-Sandlaufkäfer bei der Paarung

Der Feld-Sandlaufkäfer oder Feldsandläufer (Cicindela campestris) ist ein Laufkäfer aus der Unterfamilie der Sandlaufkäfer  (Cicindelinae).

## Merkmale
Die Käfer werden 10 bis 15 Millimeter lang und sind recht flach gebaut. Ihr Körper ist meist kräftig grün gefärbt, es gibt aber auch blaue und braune Farbmorphen. Fühler, Bauch und Hinterleib sind leuchtend kupferrot gefärbt. Die langen und schlanken Beine sind im Oberteil von gleicher Farbe, zu den Tarsen hin werden sie jedoch grün. Auf den Deckflügeln befinden sich je ein gelblichweißer Fleck hinter der Mitte sowie am Rand drei bis fünf weitere Makel gleicher Farbe. Die Färbung und Zeichnung variiert bei den verschiedenen Unterarten. Der Halsschild ist schmaler als der Kopf mit seinen großen, gewölbten Facettenaugen, den zierlichen Fühlern, der mächtigen weißen bis hellbraunen Oberlippe und den darunterliegenden eindrucksvollen Oberkiefern mit den nadelspitzen Zähnen. Die Deckflügel mit gut ausgebildeten Schultern sind breiter als der Kopf, verlaufen nahezu parallel und enden zusammen in einer flachen Rundung.

## Vorkommen
Die Art ist in der Paläarktis, nördlich bis nach Lappland weit verbreitet. Sie bewohnt sonnige, trockene Gegenden, vor allem mit Sand- und Lehmböden vom Flachland bis ins Gebirge. Man findet sie von Ende März bis September.

## Lebensweise
Die gut entwickelten, großen Augen und die langen, schlanken Beine weisen die Tiere als Jäger aus. Sie können kurze Strecken erstaunlich flink laufen, verharren dann aber wieder. Nähert man sich ungestüm, fliegen sie auf. Sie fliegen aber höchstens einige Meter und setzen sich dann so, dass sie dem Verfolger zugewandt sind. Dieses Spiel wiederholt sich mehrmals, bis der Käfer die Fluchtrichtung ändert und in einem Bogen zurückfliegt, oder sich im Gras verkriecht. Bei bewusstem Verfolgen zeigt sich, dass die Kraft deutlich nachlässt, wenn sich der Käfer mehrmals durch Fliegen der Verfolgung zu entziehen versucht.
Mit den Augen sieht der Käfer im Nahbereich sehr gut, so dass er auch flüchtige Beute überraschen kann. Er ernährt sich von Spinnentieren und kleinen Insekten, deren Außenskelett er mit seinen spitzen Zähnen ohne Mühe durchdringt und sie anschließend aussaugt. Er bevorzugt für seine Jagd offene Flächen mit keinem oder spärlichem Pflanzenbewuchs, z. B. sandige oder tonige Wege, auf denen Starten und Landen keine Schwierigkeiten bereiten, oder abgebrochene, der Sonne ausgesetzte Böschungen. An solchen Habitaten finden sich die Käfer meist in größerer Anzahl. An diesen Stellen legen sie auch ihre Eier ab.
Die Larven leben in selbstgegrabenen Erdgängen, wenige Millimeter im Durchmesser und bis zu 40 Zentimeter tief, im gleichen Habitat. Sie ernähren sich wie die ausgewachsenen Tiere räuberisch. Bei Gefahr bringen sie sich durch Rückzug in ihren Gang in Sicherheit, sonst sitzen sie direkt an der Öffnung, die sie mit Halsschild und Kopf verschließen. Dabei ragen die großen spitzen Zangen nach außen. Nähert sich eine Beute auf etwa vier Zentimeter Entfernung, wird sie gepackt und anschließend ausgesaugt. Nicht nur der Bau der Zangen und des Brustschilds ist auf ihre Lebensweise abgestimmt, auch die Beine mit den Krallen und ein Höcker mit einem nach vorn gerichteten hornigen Häkchen am fünften Dorsalsegment ermöglicht ihr eine gute Beweglichkeit in ihrem Gang. Ein oder sogar mehrmals überwintert die Larve, bis sie sich am Grund ihrer Höhle verpuppt. Die Käfer schlüpfen im Herbst. Da die Lebensräume des Feld-Sandlaufkäfers zurückgehen, wird die Art immer seltener. In Deutschland steht sie deshalb unter Naturschutz und ist gemäß Bundesartenschutzverordnung eine besonders geschützte Art.